# François Chabaud
François Chabaud (Salon-de-Provence, 5 settembre 1971) è un triatleta francese.

## Carriera
In carriera François Chabaud si è distinto a livello internazionale nelle gare di triathlon su distanza media e lunga. Ha vinto un argento e due bronzi ai mondiali di triathlon di long distance.
Nel 1996 partecipa agli europei di Szombathely in Ungheria su distanza olimpica, classificandosi 12º assoluto in 1:44:40. La gara viene vinta dal belga Luc Van Lierde in 1:42:32, davanti all'olandese Dennis Looze (1:42:38) e al tedesco Ralf Eggert (1:43:10).
Nel 1997 partecipa ai mondiali di Nizza su distanza lunga. Si classifica al 17º posto con un tempo di 5:56:09, a più di venti minuti dal vincitore, il belga Van Lierde (5:35:44). Da questo momento in avanti si dedicherà soltanto alle gare su distanza lunga (Ironman inclusi).
Nel 1999 è la volta dei mondiali di Sater, dove si classifica 12º in 5:56:36. Il campione uscente, il danese Peter Sandvang vince in 5:44:04.
Nel 2000 vince la medaglia di bronzo mondiali di Nizza con un tempo di 6:26:49, alle spalle del danese Sandvang (6:22:00) e del connazionale Cyrille Neveu (6:23:16), nonostante una frazione finale fatta in 1:50:51 che non gli permette di recuperare il gap accumulato nella frazione ciclistica (7' dai primi due).
Nel 2002 si ripresenta ai mondiali di Nizza, vinti dal connazionale Neveu in 6:19:45, classificandosi 7º assoluto con un tempo di 6:29:14. Nello stesso anno vince l'Ironman France con un tempo di 8:55:03 (nuoto in 0:49:27, bici in 04:59:01; corsa in 03:02:31), davanti a Stefan Riesen (8:56:06) e al tedesco Timo Bracht (9:18:51). Realizza, quindi, una gran performance all'Ironman Hawaii classificandosi 6º assoluto in 8:40:39 (nuoto in 0:52:14, bici in 04:39:17; corsa in 03:05:57), dopo aver messo a referto il secondo miglior tempo nella frazione ciclistica alle spalle di Thomas Hellriegel (4:34:52). La gara viene vinta dallo statunitense Timothy DeBoom in 8:29:56 (nuoto in 0:52:02, bici in 04:45:21; corsa in 02:50:23).
Nel 2005 alla rassegna iridata di Fredericia è 8° in 5:48:25 a meno di 7' dal vincitore Viktor Zyemtsev (5:41:40). Nello stesso anno si classifica 2º all'Ironman UK con un tempo di 9:07:29 (nuoto in 0:47:21, bici in 05:16:00; corsa in 03:00:52) alle spalle del neozelandese Bryan Rhodes che vince in 8:42:14 (nuoto in 0:45:31, bici in 04:59:17; corsa in 02:53:55).
Nel 2006 si classifica 3º all'Ironman France con un tempo finale di 8:53:10 (nuoto in 0:44:51, bici in 04:57:16; corsa in 03:06:01), alle spalle del vincitore, lo spagnolo Marcel Zamora Perez (8:33:56) e del connazionale Hervé Faure (8:36:04).
Nel 2007 è la volta dei mondiali di Lorient, dove conclude al 13º posto in 3:40:34 in una gara vinta dal connzionale Julien Loy in 3:30:11.
Si ripresenta in gran forma nel 2008 ai mondiali di Almere, dove vince la medaglia d'argento in 5:45:36, alle spalle del connazionale Loy (5:43:22) e davanti al danese Martin Jensen (5:46:59). La gara viene decisa dalla migliore frazione podistica di Loy - 1:45:08 vs 1:47:14 di François.
L'anno successivo è 6º assoluto ai mondiali di Perth in 3:51:12, vinti dallo statunitense Timothy O'Donnell in 3:48:15.
Torna in zona medaglia e lo fa centrando un 3º posto assoluto nel 2010 ai mondiali di Immenstadt, concludendo la gara in 6:32:04, dietro al connazionale Sudrie (6:24:57) e allo statunitense O'Donnell (6:29:35). Nello stesso anno si classifica 2º alla gara long distance di Weihai alle spalle del danese Jimmy Johnsen.

## Titoli
- Ironman
  - France - 2002